# Gardien de zoo

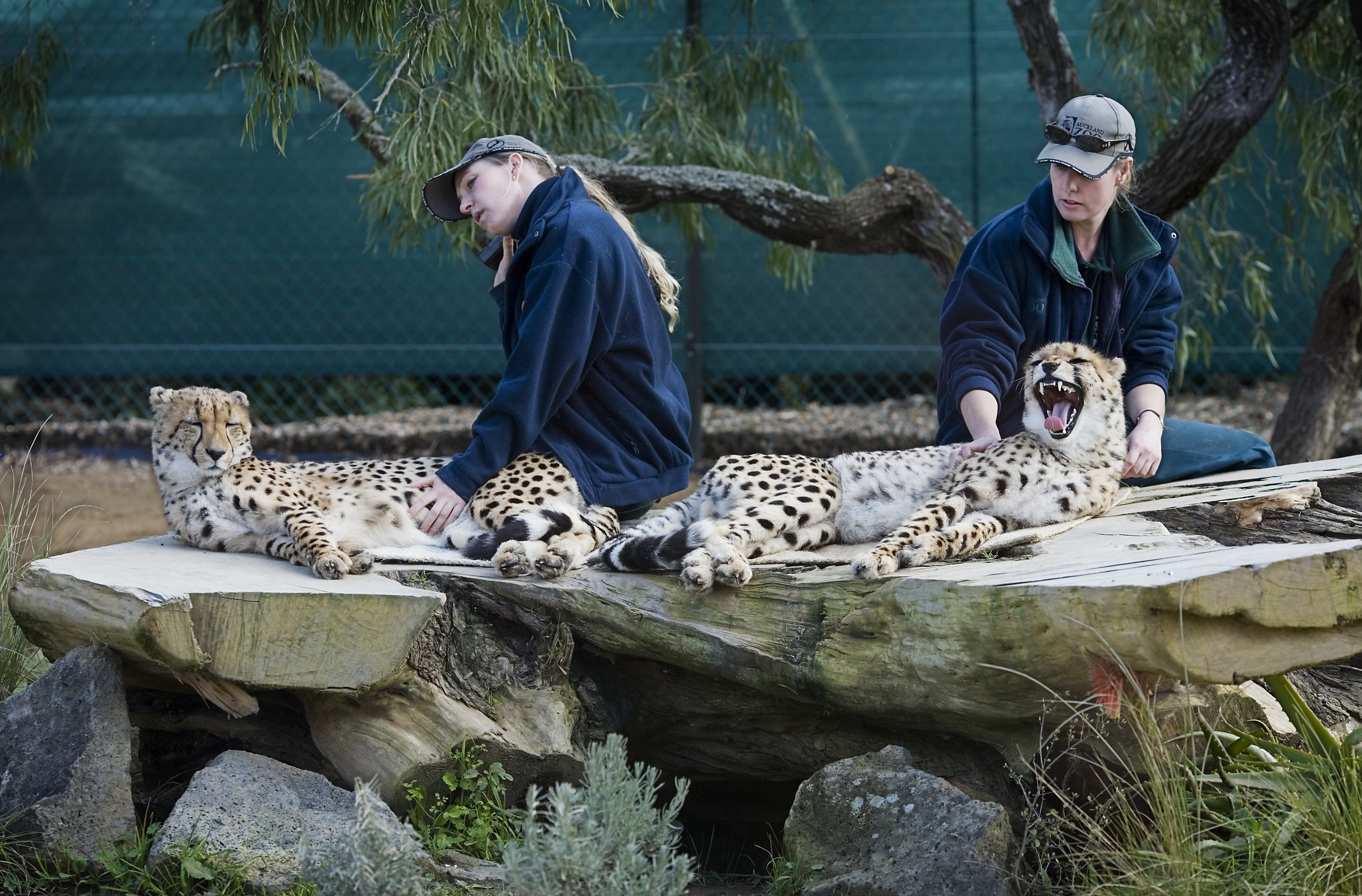
Deux gardiennes de zoo

Un gardien de zoo est une personne exerçant un métier animalier dans le cadre d'un parc zoologique.
À la base, les gardiens de zoo assurent la garde de animaux, le gardiennage des enclos et des bâtiments, et la surveillance du public, au sein des zoos.
Les gardiens de zoo, auxquels incombent la fonction de soigneur animalier, sont les personnels responsables pour les soins courants des animaux au sein de ces institutions.
Ils travaillent en étroite relation avec tous les animaux gardés dans les zoos et ont de nombreuses responsabilités pour maintenir la santé et le bien-être de chaque animal.
Les gardiens de zoo prennent soin de certaines des créatures les plus grandes comme les plus petites, des éléphants d'Afrique aux grenouilles amazoniennes.
Chaque espèce est différente des autres et nécessite une attention spéciale et des soins adaptés que doivent lui donner les gardiens de zoo.

## Formation
La formation d'un gardien de zoo est très large et couvre de nombreux domaines de l'élevage moderne des animaux, incorporant des connaissances de base vétérinaire et des connaissances de la biologie comportementale.
Il existe de nombreuses responsabilités qu'un gardien de zoo a besoin de perfectionner dans le domaine des soins aux animaux.

## Tâches et responsabilités
Les tâches importantes de base quotidienne des gardiens de zoo comprennent le nettoyage et l'entretien des enclos, ainsi que le nourrissage approprié des animaux placés sous leurs soins.
En outre, les responsabilités des gardiens de zoo incluent la préparation des rations de nourriture en fonction des régimes alimentaires, l'observation comportementale, la tenue de notes, la maintenance des espaces d'exhibition et la fourniture d'enrichissement environnemental pour les animaux sous leurs soins.
Certains gardiens de zoo établissent des rapports et enregistrent des données sur la santé et le comportement des animaux. Ils doivent avoir de bonnes compétences pour la tenue de dossiers, car il y a beaucoup de données qui doivent être collectées sur chaque animal.
En cas de besoin, ils assistent les vétérinaires lors des procédures médicales.

## Évolution de l'organisation
L'organisation du personnel chargé des soins aux animaux dépend de la structure du zoo, c'est-à-dire son architecture, l'arrangement en secteurs et la conception de ses enclos.
Selon l'importance du zoo, les gardiens peuvent être appelés à travailler avec un vaste groupe d'animaux comme les mammifères, les oiseaux ou les reptiles, ou ils peuvent travailler avec une collection limitée d'animaux comme des primates, des grands félins, ou des petits mammifères.
Traditionnellement, les lieux d'exhibition vivante furent souvent organisés selon la taxinomie, résultant en rangées de cages de carnivores, de volières d'oiseaux, d'enclos de primates, et ainsi de suite, ce qui conduisait à l'intérieur du zoo à des sections soignées par du personnel spécialisé.
Certains gardiens peuvent devenir hautement spécialistes tels que ceux qui se concentrent sur les soins à donner à un groupe spécifique d'animaux comme les oiseaux, les singes anthropoïdes, les éléphants ou les reptiles.
D'autres soigneurs sont polyvalents, travaillant de secteur en secteur au fil de la journée ou de la semaine. Des soigneurs saisonniers ou stagiaires peuvent assister les personnels permanents au cours de l'année.
Les espaces d'exhibition moderne par habitats tentent de présenter une diversité d'espèces de différentes classes animales à l'intérieur d'un même enclos pour représenter les concepts d'écosystèmes. Les groupes d'enclos sont organisés par thèmes relatifs à la zoogéographie ou correspondant à des zones bioclimatiques, plutôt qu'à la taxinomie. Le changement dans l'arrangement des exhibitions modifie l'étendue du travail pour le personnel soignant et les gardiens des animaux à mesure qu'ils deviennent des gardiens d'habitats, avec la nécessité d'une compétence professionnelle qui relève de la prise en charge d'environnement vivant, comprenant l'entretien du paysage, les soins aux plantes, le contrôle du climat et une connaissance étendue de l'élevage des animaux pour beaucoup plus d'espèces à travers une variété de classes taxinomiques.